# Halaphanolaimus longisetosus
Halaphanolaimus longisetosus is een rondwormensoort uit de familie van de Leptolaimidae. De wetenschappelijke naam van de soort is voor het eerst geldig gepubliceerd in 1928 door Allgén.